# Cathédrale d'Eger
La cathédrale basilique Saint-Jean-l'Apôtre, ou dans sa forme complète cathédrale basilique des Saints-Jean-Apôtre-et-Évangéliste, de l'Archange-Saint-Michel, et de l'Immaculée-Conception (en hongrois : Szent János apostol és evangélista, Szent Mihály főangyal, Szeplőtelen Fogantatás főszékesegyház bazilika, ou plus simplement cathédrale d'Eger (Egri főszékesegyház), est une église située à Eger. Elle est le siège de l'archidiocèse d'Eger et l'un des plus grands édifices religieux de Hongrie. L'église est considérée comme un des chefs-d'œuvre de l'architecte József Hild.

## Présentation
La cathédrale a été construite entre 1831 et 1837 par József Hild, à la demande de l'évêque János László Pyrker.
C'est une basilique à trois nefs. Entre la nef à l'est et le chœur à l'ouest se trouve le transept. Le dôme de la cathédrale est richement décoré et mesure 40 mètres de haut. Les deux clochers s'élèvent au-dessus du chœur. Le portail du porche est conçu comme un temple grec. L'entrée monumentale est ornée de statues de saints : Étienne, Ladislas, Pierre et Paul, réalisées par l'Italien Marco Casagrande (it). La façade est soutenue par des colonnes corinthiennes de 17 mètres de haut.

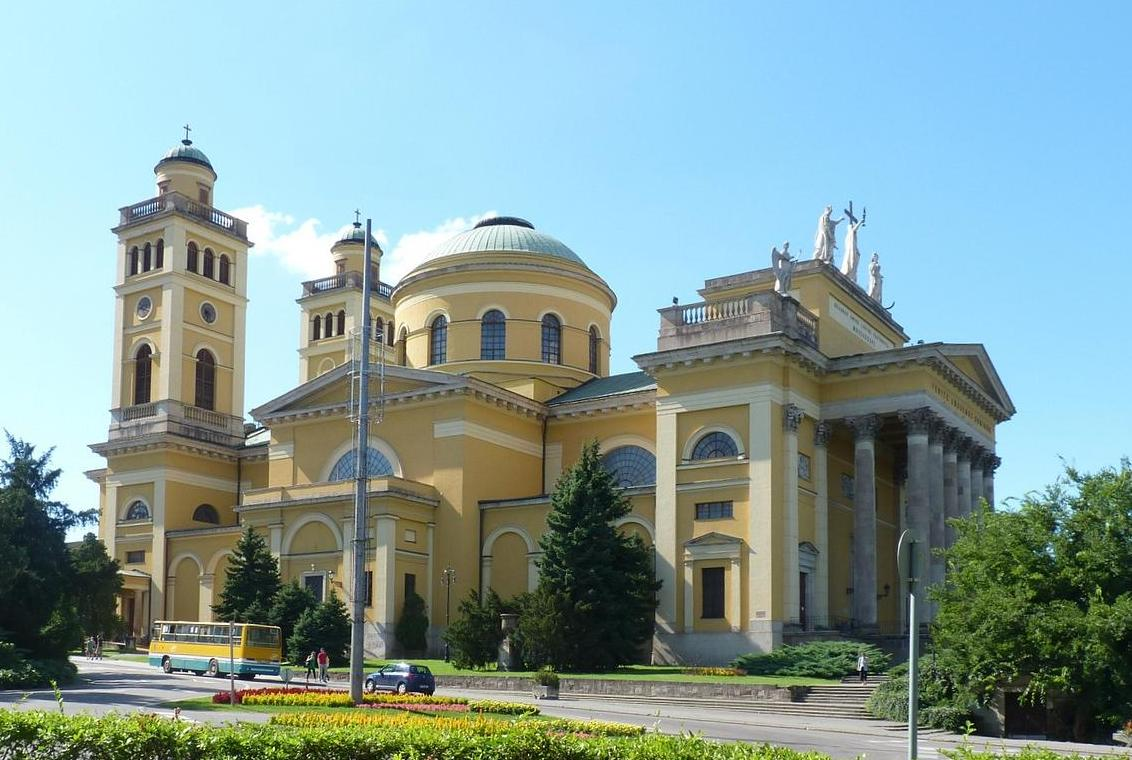
Vue générale.
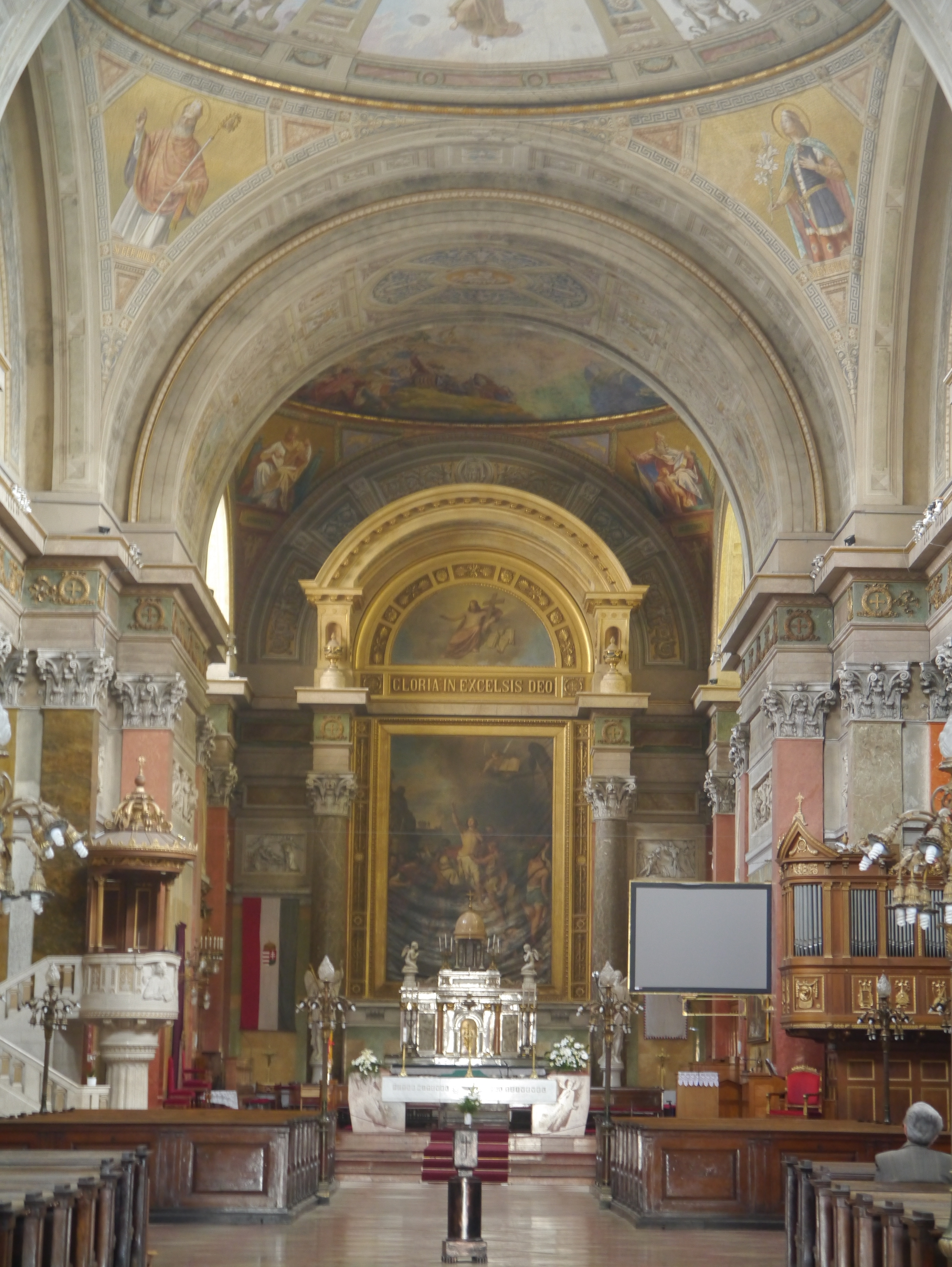
Le chœur et l'autel.